# Cristina (corvetta)
La Cristina (già Francesco I) è stata una corvetta a vela, già panfilo reale di Ferdinando II delle Due Sicilie, e successivamente acquisito dalla Real Marina del Regno delle Due Sicilie prima, e dalla Regia Marina, poi.

## Caratteristiche
Progettata dall'ingegnere costruttore Felice Sabatelli come panfilo reale per Ferdinando II delle Due Sicilie, la nave, battezzata Francesco I, aveva scafo in legno con carena rivestita di rame ed armamento velico a nave (alberi di trinchetto, maestra e mezzana a vele quadre). L'armamento, tutto disposto in coperta, era composto da quattordici carronate in ferro a canna liscia da 24 libbre francesi, due cannoni da 6 libbre francesi e 6 carronate da 24 libbre francesi.
Nel 1831 l'unità, ribattezzata Cristina, fu riclassificata corvetta e quindi modificata per l'impiego militare: l'armamento venne sostituito e potenziato, risultando nel 1836 composto da dieci cannoni in ferro ed a canna liscia da 24 libbre, sistemati in batteria, due cannoni-obici da 60 libbre anch'essi in ferro ed a canna liscia e venti carronate in ferro a canna liscia da 24 libbre, collocate in coperta. Nel 1860 l'armamento risultava ridotto a quattro cannoni in ferro a canna liscia da 60 libbre, piazzati in batteria, dieci cannoni-obici da 60 libbre, anch'essi in ferro ed a canna liscia e disposti in batteria, ed un singolo cannone in bronzo ed a canna liscia da 5,5 libbre, montato su affusto girevole. Nel 1861, in seguito a nuove modifiche, l'armamento venne ridimensionato a dodici carronate in ferro ed a canna liscia da 24 libbre, sistemate sul ponte di coperta.

## Storia
Costruita nei cantieri di Castellammare di Stabia nel corso del 1828, la nave, progettata come panfilo reale per re Ferdinando II delle Due Sicilie, aveva in origine il nome di Francesco I. Per tre anni, da 1828 al 1831, il Francesco I venne utilizzato quale panfilo per conto della famiglia reale borbonica.
Il 31 ottobre 1831 Ferdinando II decise di trasformare il Francesco I in una nave da guerra: iscritta nel Quadro del Naviglio della Real Marina del Regno delle Due Sicilie e riclassificata corvetta, la nave venne ribattezzata Cristina in onore della sorella di Ferdinando II, Maria Cristina.
Dopo la conversione in nave da guerra la Cristina venne adibita all'istruzione degli allievi guardiamarina, svolgendo numerose campagne, la prima delle quali ebbe luogo tra il 1832 ed il 1833 nelle acque del Levante.
Proprio durante tale campagna, nel marzo 1833, la corvetta venne aggregata ad una Divisione del Regno delle Due Sicilie che prese parte, insieme ad una Squadra sarda, ad un'azione dimostrativa contro il Bey di Tunisi: l'azione era stata decisa il 23 marzo, con un accordo congiunto sabaudo-borbonico, in seguito ad un'offesa provocata dal Bey contro il Regno di Sardegna, ovvero la cattura di una feluca sarda. Il 28 marzo 1833 la Cristina, insieme alla fregata Regina Isabella, ed ai brigantini Zeffiro e Principe Carlo, salpò da Napoli (la formazione era comandata dal capitano di fregata Marino Caracciolo di Torchiarolo), fece tappa a Palermo ed il 10 maggio si congiunse al largo di Tunisi alla Squadra sarda del contrammiraglio Giorgio De Viry: dopo un bombardamento navale ad opera delle navi sarde e del regno delle Due Sicilie, il Bey si decise infine a cedere ed a rendere omaggio alla bandiera sarda, firmando poi, il 17 novembre, un trattato d'amicizia con il Regno delle Due Sicilie. 
Nella notte tra il 13 ed il 14 (o 17) maggio 1834, in seguito ad atti ostili da parte del Marocco, che stava approntando delle navi corsare, la Cristina (al comando del capitano di fregata Cavalcante), unitamente alla Regina Isabella, al brigantino Zeffiro ed alla goletta Lampo, lasciò Napoli – la formazione era comandata dal retroammiraglio Giovanbattista Staiti –, e venne inviata nelle acque dello stato nordafricano per proteggere i commerci del Regno delle Due Sicilie. In seguito alla dimostrazione di forza (un sostanziale deterrente) costituita dalla presenza delle quattro navi, il Sultano del Marocco acconsentì a firmare, il 25 giugno 1834, un trattato di libero commercio con la monarchia del Regno delle Due Sicilie.
Nel giugno 1840 la Cristina venne aggregata alla Squadra d'Evoluzione, mantenuta in armamento permanente per l'addestramento del personale alle manovre per il combattimento. La nave fece parte della Squadra d'Evoluzione anche nel 1844, partecipando a manovre navali alle quali alternava crociere di breve durata verso le acque siciliane e campagne d'istruzione per gli allievi della Scuola di Marina.
Il 10 luglio 1843 la Cristina, insieme alla pirofregata a ruote Ruggiero, alla fregata a vela Urania ed al brigantino Generoso, giunse a Palermo, dove trasportò i reali delle Due Sicilie. Il 28 luglio 1845 la nave fece parte della formazione navale (fregate Amalia, Regina Isabella e Partenope, avviso Delfino) che accompagnò a Palermo il vascello Vesuvio, che aveva a bordo i re di Napoli e parte del seguito. Il 7 luglio 1846 la nave, con a bordo i sovrani delle Due Sicilie, il duca di Calabria, il conte di Trapani, le principesse Carolina Ferdinanda e Maria Amalia con il marito di quest'ultima Sebastiano, lasciò Napoli insieme ad altre undici unità (pirofregate Ruggiero, Roberto, Ercole, Archimede, fregata a vela Regina Isabella, brigantini Intrepido, Principe Carlo, Valoroso, Generoso e Zeffiro, avviso Delfino) e quattro giorni più tardi, alle sette del mattino, giunse a Messina.
Nell'aprile 1860, poco prima dell'impresa dei Mille, che avrebbe portato alla caduta del Regno delle Due Sicilie ed all'unità d'Italia, la Cristina svolse la sua ultima campagna d'istruzione, al comando del capitano di fregata Vincenzo Lettieri.
Il 7 settembre 1860, in seguito alla fuga di Francesco II da Napoli a Gaeta, il comandante della Cristina disattese gli ordini di seguire il sovrano nella piazzaforte laziale, consegnando invece la propria unità, al pari della quasi totalità della flotta borbonica, alla Divisione navale Marina del sarda del viceammiraglio Carlo Pellion di Persano. Abbandonata dall'equipaggio l'anziana corvetta venne posta in disarmo nella darsena di Napoli l'11 settembre 1860.  
In seguito alla costituzione della Regia Marina italiana, il 17 marzo 1861, la Cristina venne iscritta nel Quadro del Naviglio della nuova forza armata, classificata come corvetta a vela di II rango. Nuovamente adibita a compiti addestrativi, sebbene ormai usurata e ad armamento ridotto, la corvetta venne ritenuta impiegabile e prese il mare il 1º agosto 1861 agli ordini del capitano di fregata Roberto Pucci, effettuando una campagna d'istruzione per conto della Scuola Mozzi e Novizi. Altre due campagne di breve durata, svolte nel Mar Tirreno, seguirono nel 1862 e nel 1863.
Con Decreto Ministeriale del 14 giugno 1863 la nave venne riclassificata corvetta a vela di II ordine a batteria coperta. Dal luglio all'ottobre 1863 la Cristina compì alcune navigazioni di breve durata nelle acque del Mare Adriatico, mentre nel corso del 1864 si trasferì tra i sorgitori tirrenici ed adriatici facendo anche tappa, in settembre ed ottobre, a Saseno, Corfù e Malta. Rientrata a Napoli il 7 gennaio 1865, la nave venne disarmata a Baia il 12 aprile dello stesso anno.
Giudicata ormai vetusta, la Cristina venne radiata con Regio Decreto numero 3106 del 18 luglio 1866 e quindi venduta per demolizione a Pozzuoli il 10 ottobre di quello stesso anno, al costo di 16.160 lire.
La polena della Cristina, raffigurante Maria Cristina di Borbone, è conservata presso il Museo Tecnico Navale di La Spezia.